# Al-Hilla (distrikt)
al-Hilla är ett distrikt i Irak.   Det ligger i provinsen Babil, i den centrala delen av landet, 100 km söder om huvudstaden Bagdad.